# Bennie Briscoe
Bennie "El Malo" Briscoe (2 de agosto de 1943-Augusta Estados Unidos;28 de diciembre de 2010-Filadelfia Estados Unidos)[cita requerida] fue un púgil estadounidense, representante por excelencia del estilo de boxeo de Filadelfia.
"El Malo" Bennie boxeó de 1962 hasta 1982, y se retiró con un registro de 66 peleas ganadas (53 por nocaut), 24 pérdidas y 5 combates nulos. En los años 70, Briscoe figuró en lo más alto del ranking de aspirantes al título mundial del peso mediano, pero cayó derrotado en las tres ocasiones que lo disputó.

## Trayectoria

### Carrera amateur
Briscoe tuvo una destacada trayectoria como boxeador aficionado, con un registro de 70–3 (Fuente: The Ring, septiembre de 1963).
Ganó el título del Medio Atlántico AAU tres veces, el último en 1962 en la Sala de Convenciones de Filadelfia.

### Carrera profesional
Briscoe, conocido por ser un boxeador rocoso y de fuerte pegada, peleó contra los campeones del peso medio Marvin Hagler, Vito Antuofermo, Rodrigo Valdez, Emile Griffith y Carlos Monzón. También peleó y derrotó a los futuros campeones del peso semipesado Eddie Mustafa Muhammad y Vicente Rondon, además de los púgiles del peso mediano Joe Shaw, Tom Bethea, Carlos Marks, Rafael Gutiérrez, Charley Scott, Billy "Dynamite" Douglas, George Benton, Art Hernández, Tony Mundine, Stanley "Kitten" Hayward, Juárez DeLima, Eugene "Ciclón" Hart y Tony Chiaverini.
Briscoe también desaprovechó dos oportunidades tras perder a los puntos ante el excampeón del peso wélter, Luis Manuel Rodríguez.

## Estadísticas

### Resumen
|                | Total | Por nocaut | A los puntos |
| -------------- | ----- | ---------- | ------------ |
| Victorias      | 66    | 53         | 13           |
| Derrotas       | 24    | 1          | 23           |
| Combates nulos | 5     |            |              |
| No disputados  | 1     |            |              |

### Combates
| N.º | Resultado    | Balance   | Rival                  |       | Asalto  | Fecha      | Localidad         |
| --- | ------------ | --------- | ---------------------- | ----- | ------- | ---------- | ----------------- |
| 96  | Derrota      | 66-24-5-1 | Jimmie Sykes           | PTS   | 10      | 15/12/1982 | Filadelfia        |
| 95  | Derrota      | 66-23-5-1 | Ralph Hollett          | PTS   | 10      | 1/6/1982   | Halifax           |
| 94  | Victoria     | 66-22-5-1 | Norberto Sabater       | KOT   | 5 (10)  | 23/3/1982  | Atlantic City     |
| 93  | Victoria     | 65-22-5-1 | Rick Noggle            | KO    | 6 (10)  | 23/12/1981 | Canton            |
| 92  | Derrota      | 64-22-5-1 | Nick Ortiz             | PTS   | 10      | 30/1/1981  | Nueva York        |
| 91  | Derrota      | 64-21-5-1 | Vinnie Curto           | PTS   | 10      | 15/12/1980 | Boston            |
| 90  | Victoria     | 64-20-5-1 | Richie Bennet          | PTS   | 10      | 25/8/1980  | Filadelfia        |
| 89  | Derrota      | 63-20-5-1 | Richie Bennet          | PTS   | 10      | 24/1/1980  | Upper Darby       |
| 88  | Derrota      | 63-19-5-1 | Clement Tshinza        | PTS   | 10      | 20/10/1979 | Lieja             |
| 87  | Victoria     | 63-18-5-1 | Teddy Mann             | PTS   | 10      | 11/9/1979  | Filadelfia        |
| 86  | Victoria     | 62-18-5-1 | Joe Barrantes          | KOT   | 6 (10)  | 14/8/1979  | Atlantic City     |
| 85  | Victoria     | 61-18-5-1 | Nick Ortiz             | PTS   | 10      | 23/5/1979  | Washington        |
| 84  | Derrota      | 60-18-5-1 | David Love             | PTS   | 10      | 5/2/1979   | Filadelfia        |
| 83  | Derrota      | 60-17-5-1 | Marvin Hagler          | PTS   | 10      | 24/8/1978  | Filadelfia        |
| 82  | Victoria     | 60-16-5-1 | Bob Patterson          | KO    | 5 (10)  | 24/5/1978  | Filadelfia        |
| 81  | Victoria     | 59-16-5-1 | Tony Chiaverini        | KOT   | 8 (10)  | 31/3/1978  | Kansas City       |
| 80  | Derrota      | 58-16-5-1 | Vito Antuofermo        | PTS   | 10      | 4/2/1978   | Nueva York        |
| 79  | Derrota      | 58-15-5-1 | Rodrigo Valdez         | PTS   | 15      | 5/11/1977  | Campione d'Italia |
| 78  | Victoria     | 58-14-5-1 | Sammy Barr             | RET.  | 7 (10)  | 26/7/1977  | Filadelfia        |
| 77  | Victoria     | 57-14-5-1 | Jean Mateo             | KO    | 10 (10) | 31/3/1977  | París             |
| 76  | Victoria     | 56-14-5-1 | Karl Vinson            | PTS   | 10      | 17/1/1977  | Filadelfia        |
| 75  | Nulo         | 55-14-5-1 | Wille Warren           | PTS   | 10      | 20/12/1976 | Niza              |
| 74  | Victoria     | 55-14-4-1 | Emetrio Villanueva     | KOT   | 4 (10)  | 16/8/1976  | Filadelfia        |
| 73  | Nulo         | 54-14-4-1 | Emile Griffith         | PTS   | 10      | 26/6/1976  | Montecarlo        |
| 72  | Victoria     | 54-14-3-1 | Eugene Hart            | KO    | 1 (10)  | 6/4/1976   | Filadelfia        |
| 71  | Victoria     | 53-14-3-1 | José Martín Flores     | KO    | 7 (10)  | 25/2/1976  | Filadelfia        |
| 70  | Nulo         | 52-14-3-1 | Eugene Hart            | PTS   | 10      | 18/11/1975 | Filadelfia        |
| 69  | Victoria     | 52-14-2-1 | Eddie Mustafa Muhammad | PTS   | 10      | 18/8/1975  | Filadelfia        |
| 68  | Victoria     | 51-14-2-1 | Stanley Hayward        | PTS   | 10      | 16/6/1975  | Filadelfia        |
| 67  | Nulo         | 50-14-2-1 | Vinnie Curto           | PTS   | 10      | 7/4/1975   | Filadelfia        |
| 66  | Victoria     | 50-14-1-1 | Lenny Harden           | KO    | 10 (10) | 14/1/1975  | Filadelfia        |
| 65  | Derrota      | 49-14-1-1 | Emile Griffith         | PTS   | 10      | 9/10/1974  | Filadelfia        |
| 64  | Derrota      | 49-13-1-1 | Rodrigo Valdez         | KOT   | 7 (15)  | 25/5/1974  | Montecarlo        |
| 63  | Victoria     | 49-12-1-1 | Tony Mundine           | KO    | 5 (10)  | 25/2/1974  | París             |
| 62  | Victoria     | 48-12-1-1 | Willie Warren          | KOT   | 7 (10)  | 8/12/1973  | Atlantic City     |
| 61  | Victoria     | 47-12-1-1 | Rubén Arocha           | KO    | 3 (10)  | 22/10/1973 | Filadelfia        |
| 60  | Derrota      | 46-12-1-1 | Rodrigo Valdez         | PTS   | 12      | 1/9/1973   | Noumea            |
| 59  | Victoria     | 46-11-1-1 | Billy Douglas          | KOT   | 8 (12)  | 25/6/1973  | Filadelfia        |
| 58  | Victoria     | 45-11-1-1 | Art Hernández          | KOT   | 3 (12)  | 26/3/1973  | Filadelfia        |
| 57  | Victoria     | 44-11-1-1 | Carlos Alberto Salinas | KO    | 5 (10)  | 29/1/1973  | Filadelfia        |
| 56  | Derrota      | 43-11-1-1 | Carlos Monzón          | PTS   | 15      | 11/11/1972 | Buenos Aires      |
| 55  | Victoria     | 43-10-1-1 | Luis Viñales           | KOT   | 7 (10)  | 11/10/1972 | Filadelfia        |
| 54  | Derrota      | 42-10-1-1 | Luis Viñales           | PTS   | 10      | 19/4/1972  | Scranton          |
| 53  | Victoria     | 42-9-1-1  | Jorge Rosales          | KO    | 1 (10)  | 21/3/1972  | Filadelfia        |
| 52  | Victoria     | 41-9-1-1  | Al Quinney             | KOT   | 2 (10)  | 18/1/1972  | Filadelfia        |
| 51  | Victoria     | 40-9-1-1  | Rafael Gutiérrez       | KO    | 2 (10)  | 15/11/1971 | Filadelfia        |
| 50  | Victoria     | 39-9-1-1  | Charley Austin         | KOT   | 1 (10)  | 14/10/1971 | Filadelfia        |
| 49  | Victoria     | 38-9-1-1  | Juárez de Lima         | KOT   | 2 (10)  | 10/8/1971  | Filadelfia        |
| 48  | Victoria     | 37-9-1-1  | Carlos Marks           | KO    | 5 (10)  | 3/5/1971   | Filadelfia        |
| 47  | Victoria     | 36-9-1-1  | Tom Bethea             | KOT   | 6 (10)  | 22/3/1971  | Filadelfia        |
| 46  | Victoria     | 35-9-1-1  | Ned Edwards            | KO    | 2 (10)  | 12/1/1971  | Filadelfia        |
| 45  | Victoria     | 34-9-1-1  | Harold Richardson      | KOT   | 6 (10)  | 2/11/1970  | Filadelfia        |
| 44  | Victoria     | 33-9-1-1  | Eddie Owens            | KO    | 6 (10)  | 23/9/1970  | Filadelfia        |
| 43  | Victoria     | 32-9-1-1  | Joe Shaw               | KOT   | 7 (10)  | 16/3/1970  | Filadelfia        |
| 42  | Derrota      | 31-9-1-1  | Joe Shaw               | PTS   | 10      | 18/11/1969 | Filadelfia        |
| 41  | Victoria     | 31-8-1-1  | Tito Marshall          | KO    | 1 (10)  | 30/9/1969  | Filadefia         |
| 40  | Victoria     | 30-8-1-1  | Percy Manning          | KO    | 4 (10)  | 19/5/1969  | Filadelfia        |
| 39  | Victoria     | 29-8-1-1  | José González          | KOT   | 5 (10)  | 10/3/1969  | Nueva York        |
| 38  | Derrota      | 28-8-1-1  | Juárez de Lima         | PTS   | 10      | 14/2/1969  | Nueva York        |
| 37  | Victoria     | 28-7-1-1  | Vicente Rondón         | KOT   | 8 (10)  | 26/1/1969  | San Juan          |
| 36  | Victoria     | 27-7-1-1  | Charley Austin         | PTS   | 10      | 18/11/1968 | Filadelfia        |
| 35  | Victoria     | 26-7-1-1  | Pedro Miranda          | KO    | 8 (10)  | 2/11/1968  | San Juan          |
| 34  | Derrota      | 25-7-1-1  | Vicente Rondón         | PTS   | 10      | 23/9/1968  | San Juan          |
| 33  | Victoria     | 25-6-1-1  | José González          | PTS   | 10      | 20/8/1968  | Nueva York        |
| 32  | Victoria     | 24-6-1-1  | Gene Bryant            | KOT   | 8 (10)  | 7/8/1968   | Las Vegas         |
| 31  | Derrota      | 23-6-1-1  | Yoland Leveque         | DESC. | 4 (10)  | 25/3/1968  | París             |
| 30  | Derrota      | 23-5-1-1  | Luis Manuel Rodríguez  | PTS   | 10      | 15/12/1967 | Nueva York        |
| 29  | Victoria     | 23-4-1-1  | Jimmy Lester           | KOT   | 6 (10)  | 20/11/1967 | Filadelfia        |
| 28  | Victoria     | 22-4-1-1  | Ike White              | KOT   | 3 (10)  | 30/10/1967 | Filadelfia        |
| 27  | Victoria     | 21-4-1-1  | Georgie Johnson        | KOT   | 4 (10)  | 9/10/1967  | Filadelfia        |
| 26  | Victoria     | 20-4-1-1  | Bobby Warthen          | KOT   | 7 (10)  | 29/5/1967  | Filadelfia        |
| 25  | Nulo         | 19-4-1-1  | Carlos Monzón          | PTS   | 10      | 6/5/1967   | Buenos Aires      |
| 24  | Derrota      | 19-4-0-1  | Luis Manuel Rodríguez  | PTS   | 10      | 20/3/1967  | Filadelfia        |
| 23  | Victoria     | 19-3-0-1  | George Benton          | RET.  | 9 (10)  | 5/12/1966  | Filadelfia        |
| 22  | Victoria     | 18-3-0-1  | Cecil L. Lewis         | KOT   | 6 (8)   | 10/10/1966 | Filadelfia        |
| 21  | No disputado | 17-3-0-1  | Cecil L. Lewis         | -     | 4 (10)  | 25/7/1966  | Filadelfia        |
| 20  | Derrota      | 17-3      | Stanley Hayward        | PTS   | 10      | 6/12/1965  | Filadelfia        |
| 19  | Derrota      | 17-2      | Tito Marshall          | PTS   | 10      | 20/9/1965  | Filadelfia        |
| 18  | Victoria     | 17-1      | Doug McLeod            | KO    | 1 (8)   | 10/5/1965  | Filadelfia        |
| 17  | Victoria     | 16-1      | Jimmy McMillan         | KO    | 1 (8)   | 19/4/1965  | Filadelfia        |
| 16  | Derrota      | 15-1      | Percy Manning          | PTS   | 10      | 29/3/1965  | Filadelfia        |
| 15  | Victoria     | 15-0      | Dave Wyatt             | KO    | 7 (10)  | 22/2/1965  | Filadelfia        |
| 14  | Victoria     | 14-0      | Walter Daniels         | PTS   | 8       | 30/11/1964 | Filadelfia        |
| 13  | Victoria     | 13-0      | Percy Manning          | KOT   | 8 (10)  | 15/6/1964  | Filadelfia        |
| 12  | Victoria     | 12-0      | Charley Scott          | KO    | 1 (12)  | 9/3/1964   | Filadelfia        |
| 11  | Victoria     | 11-0      | Johnny Clyde           | PTS   | 6       | 20/1/1964  | Filadelfia        |
| 10  | Victoria     | 10-0      | Bobby Bell             | KO    | 1 (6)   | 2/12/1963  | Filadelfia        |
| 9   | Victoria     | 9-0       | Roosevelt Ware         | KOT   | 4 (6)   | 11/10/1963 | Filadelfia        |
| 8   | Victoria     | 8-0       | Joe Clark              | PTS   | 4       | 22/7/1963  | Filadelfia        |
| 7   | Victoria     | 7-0       | Cash White             | KOT   | 2 (8)   | 25/4/1963  | Filadelfia        |
| 6   | Victoria     | 6-0       | Chuck McCreary         | PTS   | 6       | 25/3/1963  | Filadelfia        |
| 5   | Victoria     | 5-0       | Joe Smith              | KO    | 6 (8)   | 28/2/1963  | Filadelfia        |
| 4   | Victoria     | 4-0       | Brad Silas             | KO    | 4 (6)   | 11/2/1963  | Filadelfia        |
| 3   | Victoria     | 3-0       | Charley Little         | KO    | 1 (6)   | 14/1/1963  | Filadelfia        |
| 2   | Victoria     | 2-0       | Dave Wyatt             | KO    | 2 (6)   | 13/12/1962 | Filadelfia        |
| 1   | Victoria     | 1-0       | Sam Samuels            | PTS   | 4       | 10/9/1962  | Filadelfia        |

| Notas |
| --- |
| Disputa los títulos mundiales del peso medio del Consejo Mundial de Boxeo (CMB) y de la Asociación Mundial de Boxeo (AMB) ante Rodrigo Valdez (5 de noviembre de 1977). |
| Disputa el título mundial del peso medio del Consejo Mundial de Boxeo ante Rodrigo Valdez (25 de mayo de 1974).                                                         |
| Disputa los títulos mundiales del peso medio del Consejo Mundial de Boxeo (CMB) y de la Asociación Mundial de Boxeo (AMB) ante Carlos Monzón (11 de noviembre de 1972). |
| Gana el título del peso wélter de Pensilvania al derrotar a Charley Scott (9 de marzo de 1964).                                                                         |